# Maxima (carattere)
Il Maxima è un carattere tipografico senza grazie creato negli anni sessanta del Novecento da Gert Wunderlich per la tipografia VEB Typoart di Dresda.
Fu uno dei caratteri più in uso nella Repubblica Democratica Tedesca, rappresentando una sorta di pendant ai caratteri Helvetica e Univers all'epoca molto diffusi nei paesi occidentali.